# Seña y verbo
Seña y verbo es una compañía de teatro mexicana enfocada a población con discapacidad auditiva, originaria de la Ciudad de México, fundada en 1993, por el director Alberto Lomnitz.
Está integrada por actores y actrices sordas y oyentes, se presenta para públicos sordos y oyentes, con obras que se enfocan en la inclusión, usando pantomima, señas y lengua de señas mexicana.
También imparten talleres de divulgación cultural y seminarios.

## Creación de la compañía
Seña y Verbo surge a partir de la experiencia de trabajo de Alberto Lomnitz (actor y director escénico) con el Teatro Nacional de Sordos de Estados Unidos (National Theatre of the Deaf), la cual le inspiró a fundar en 1993 Seña y Verbo, la primera compañía de teatro para sordos en México.
Alberto ejerció como director general de la compañía hasta que en 2014 se fue a dirigir la Coordinación Nacional de Teatro, dejando a cargo a Eduardo Domínguez como director artístico (quien es sordo) y a Jesús Jiménez como director administrativo.

## Obras
Han montado adaptaciones y más de 26 obras originales como:
- Mis manitas hablan
- ¡Silencio, Romeo! Lo que el amor puede, el amor lo intenta
- Un gato vagabundo
- Uga
- ¡¿Quién te entiende?!
- El misterio del circo donde nadie oyó nada
- La vuelta al mundo en ochenta días
- Música para los ojos.[6][7]

## Reconocimientos
- Premio del Público Alas y Raíces al Mejor Espectáculo “UGA”
- Premio Ciudad de México 2018
- Premio PEN Club México a la excelencia editorial
- Beca Rockefeller.[8]

## Colaboraciones
A lo largo de su trayectoria, Seña y Verbo ha realizado diversas colaboraciones con algunos profesionales relacionados con los diversos ámbitos de la producción artística y cultural. Entre dichos artistas se encuentran:
- Perla Szuchmacher
- Eugenio Toussaint
- Luis Rábago
- Enrique Singer
- Boris Schoemann
- Hernán del Riego
- Jacobo Lieberman
- Adrian Blue
- Michael Lamitola
- Clarissa Malheiros
- Joana Brito
- Sergio Villegas
- Flavio González Mello
- David Olguín
- Víctor Weinstock
- Haydeé Boetto
- Carlos Corona
- Edyta Rzewuska
- La Manga Producciones.

## Festivales
La compañía ha participado en algunos festivales como son:
- Primer Festival Nacional del Teatro de Sordos
- II Festival Nacional del Teatro de Sordos